# キャメロン・ロー
キャメロン・デビッド・ロー（Kameron David Loe, 1981年9月10日 - ）は、アメリカ合衆国カリフォルニア州シミバレー出身の元プロ野球選手（投手）。

## 経歴

### プロ入り前
カリフォルニア州立大学ノースリッジ校で1999年から2002年までプレー。

### レンジャーズ時代

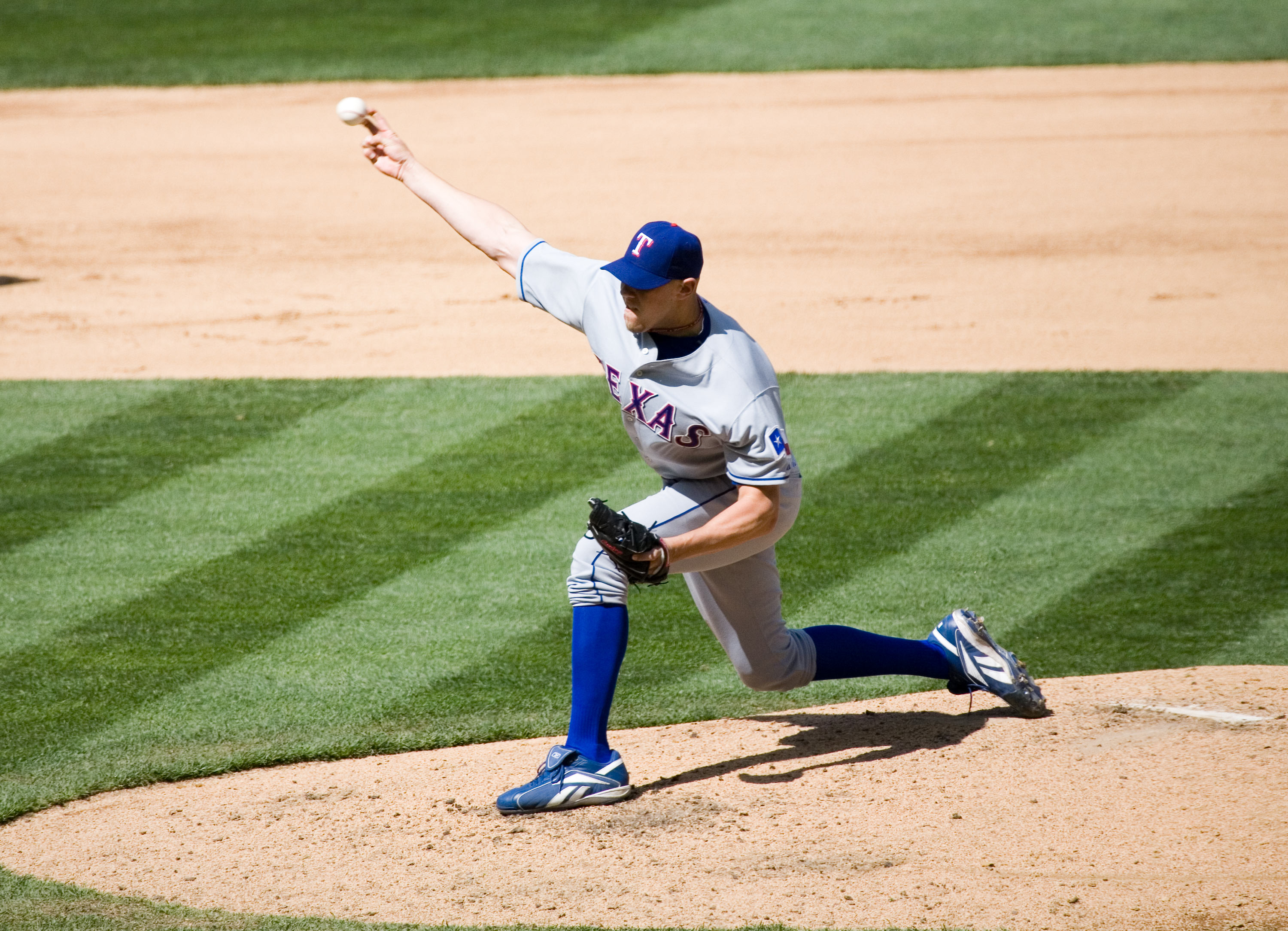
テキサス・レンジャーズ時代
(2007年4月15日)

2002年のMLBドラフト20巡目でテキサス・レンジャーズから指名された。
2004年9月26日の対シアトル・マリナーズ戦でメジャーデビュー。
2005年は48試合に登板し、6月29日の対ロサンゼルス・エンゼルス・オブ・アナハイム戦でメジャー初勝利を挙げた。また、8試合で先発し、9勝6敗、防御率3.42という結果だった。
2006年は右肘を痛めたこともありわずか15試合の登板に終わった。
2007年は6勝11敗、防御率は5点台ながら先発として23試合に登板した。
2008年は開幕前にロングリリーフ役としてジョシュ・ループやスコット・フェルドマンらと争ったが、シーズン中はメジャーと3Aを行き来することになり14試合の登板に終わった。

### ソフトバンク時代
2008年11月20日、ESPNは福岡ソフトバンクホークスがローと契約したと報じた。契約は1年目が90万ドル、2年目が100万ドルのオプションとなり、破棄する場合には20万ドルの違約金を支払う内容となっている。11月26日にレンジャーズから放出され、11月28日にソフトバンクが獲得を正式発表した。
しかし、シーズンが開幕するとあまりのクイックの下手さが目立ち盗塁されることも多かった。5月上旬に登録抹消されそれ以降は一軍での登板は無く、12月2日に同年限りでの退団が決まった。

### ブルワーズ時代

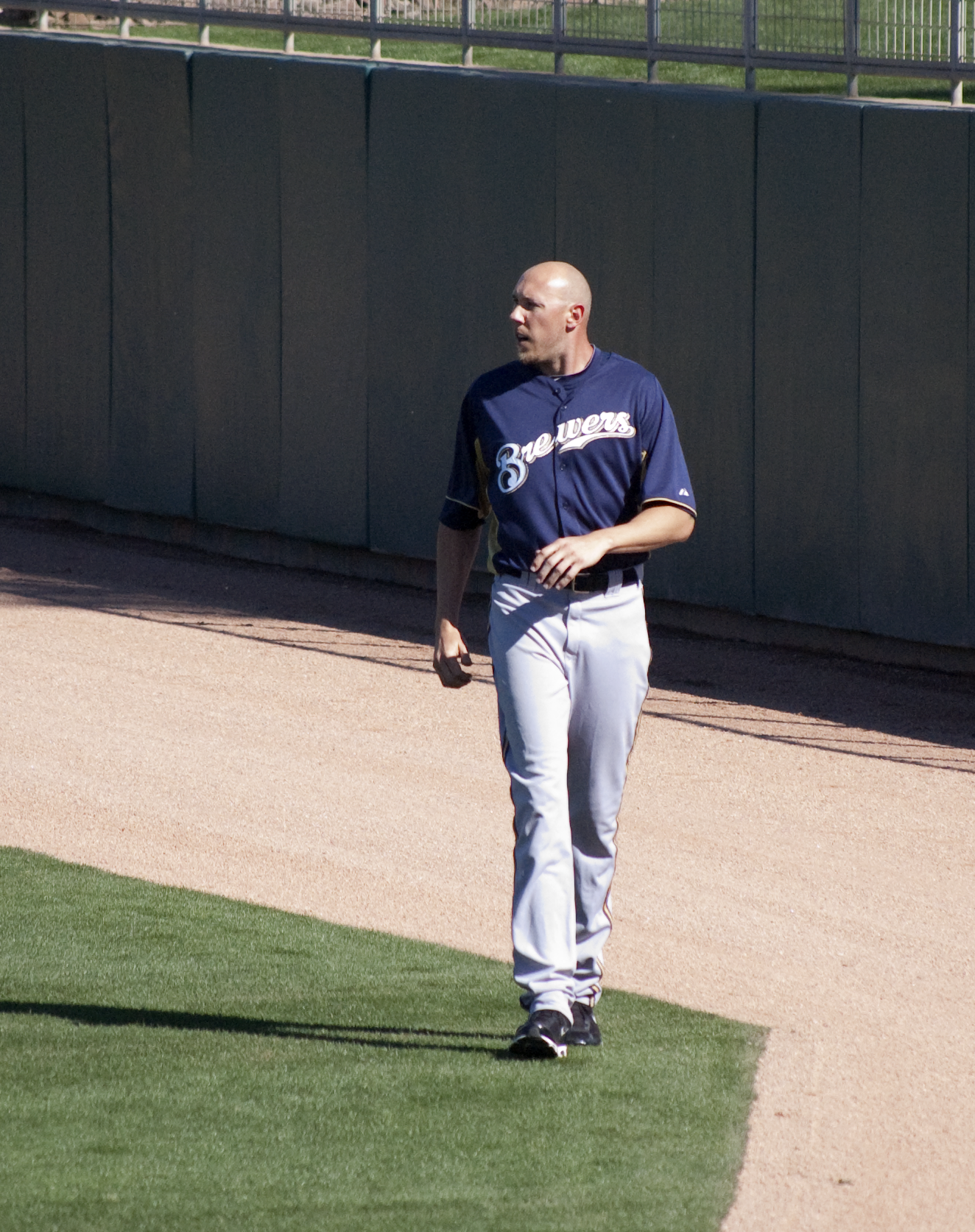
ミルウォーキー・ブルワーズ時代
(2011年3月1日)

2009年12月18日にミルウォーキー・ブルワーズとマイナー契約を結んだ。
2010年から2012年までは毎年50試合以上に登板したものの、防御率は2点台、3点台、4点台と悪化の一途をたどり、2012年11月2日にFAとなった。

### ブルワーズ退団後
2013年2月12日にシアトル・マリナーズとマイナー契約を結んだ。プレシーズンマッチで好投を見せメジャー昇格を勝ち取った。しかし、4月11日にDFAとなった。4月14日にシカゴ・カブスとマイナー契約を結んだ。数試合リリーフで登板するも、5月10日に再び放出される。5月11日にアトランタ・ブレーブスとマイナー契約を結んだ。3Aで21試合投げたのち、7月21日メジャー昇格を果たす。10月31日にFAとなった。
2014年1月13日にサンフランシスコ・ジャイアンツとマイナー契約を結んだが、3月22日に放出された。4月12日にカンザスシティ・ロイヤルズとマイナー契約を結んだ。AAA級オマハ・ストームチェイサーズで7試合に登板し、0勝0敗1セーブ、防御率4.09だったが、5月24日に放出された。27日に古巣・ブレーブスとマイナー契約を結んだ。6月30日に、解雇された。7月5日に、アリゾナ・ダイヤモンドバックスとマイナー契約を結んだ。自由契約となったオフには薬物検査で陽性を示し50試合の出場停止処分を受けた。
2015年6月20日に独立リーグ・アトランティックリーグのブリッジポート・ブルーフィッシュと契約。8月7日に現役引退を表明したが、この年のオフにドミニカ共和国のウィンターリーグに参加し現役復帰。
2016年3月3日にシカゴ・ホワイトソックスとマイナー契約を結んだが、29日に薬物検査でキャリア二度目の陽性を示し80試合の出場停止処分を受けた。11月7日にFAとなった。
2017年3月28日にメキシカンリーグのキンタナロー・タイガースと契約を結んだ。シーズン終了後に退団した。

## プレースタイル・人物
140km/h台後半の速球（シンカー、フォーシーム）とスライダー・カーブ・チェンジアップを投げ分ける。投げ方に特徴があり、打者を翻弄する投手であるが、クイックが非常に下手であり、盗塁を許す場面も多かった。
レンジャーズ時代は、クラブハウスにペットのボアコンストリクターを持ち込んでいたことで知られていた。

## 詳細情報

### 年度別投手成績
| 年 度    | 球 団        | 登 板 | 先 発 | 完 投 | 完 封 | 無 四 球 | 勝 利 | 敗 戦 | セ 丨 ブ | ホ 丨 ル ド | 勝 率 | 打 者 | 投 球 回 | 被 安 打 | 被 本 塁 打 | 与 四 球 | 敬 遠 | 与 死 球 | 奪 三 振 | 暴 投 | ボ 丨 ク | 失 点 | 自 責 点 | 防 御 率 | W H I P |
| -------- | ------------ | ----- | ----- | ----- | ----- | -------- | ----- | ----- | -------- | ----------- | ----- | ----- | -------- | -------- | ----------- | -------- | ----- | -------- | -------- | ----- | -------- | ----- | -------- | -------- | ------- |
| 2004     | TEX          | 2     | 1     | 0     | 0     | 0        | 0     | 0     | 0        | 0           | ----  | 29    | 6.2      | 6        | 0           | 6        | 0     | 1        | 3        | 0     | 0        | 5     | 4        | 5.40     | 1.80    |
| 2005     | TEX          | 48    | 8     | 0     | 0     | 0        | 9     | 6     | 1        | 4           | .600  | 392   | 92.0     | 89       | 7           | 31       | 6     | 2        | 45       | 2     | 0        | 43    | 35       | 3.42     | 1.30    |
| 2006     | TEX          | 15    | 15    | 1     | 1     | 0        | 3     | 6     | 0        | 0           | .333  | 358   | 78.1     | 105      | 10          | 22       | 0     | 1        | 34       | 3     | 0        | 54    | 51       | 5.86     | 1.62    |
| 2007     | TEX          | 28    | 23    | 0     | 0     | 0        | 6     | 11    | 0        | 0           | .353  | 615   | 136.0    | 162      | 13          | 56       | 6     | 4        | 78       | 6     | 0        | 96    | 81       | 5.36     | 1.60    |
| 2008     | TEX          | 14    | 0     | 0     | 0     | 0        | 1     | 0     | 0        | 2           | 1.000 | 134   | 30.2     | 36       | 3           | 8        | 1     | 0        | 20       | 0     | 0        | 18    | 11       | 3.23     | 1.43    |
| 2009     | ソフトバンク | 5     | 5     | 0     | 0     | 0        | 0     | 4     | 0        | 0           | .000  | 133   | 27.0     | 36       | 2           | 12       | 1     | 2        | 18       | 0     | 1        | 26    | 19       | 6.33     | 1.78    |
| 2010     | MIL          | 53    | 0     | 0     | 0     | 0        | 3     | 5     | 0        | 22          | .375  | 240   | 58.1     | 54       | 6           | 15       | 1     | 2        | 46       | 4     | 0        | 23    | 18       | 2.78     | 1.18    |
| 2011     | MIL          | 72    | 0     | 0     | 0     | 0        | 4     | 7     | 1        | 16          | .364  | 291   | 72.0     | 65       | 4           | 16       | 2     | 2        | 61       | 5     | 0        | 30    | 28       | 3.50     | 1.13    |
| 2012     | MIL          | 70    | 0     | 0     | 0     | 0        | 6     | 5     | 2        | 7           | .545  | 303   | 68.1     | 78       | 9           | 20       | 3     | 3        | 55       | 4     | 0        | 41    | 35       | 4.61     | 1.43    |
| 2013     | SEA          | 4     | 0     | 0     | 0     | 0        | 1     | 1     | 0        | 0           | .500  | 31    | 5.2      | 11       | 6           | 1        | 0     | 0        | 3        | 0     | 0        | 8     | 8        | 10.80    | 1.80    |
| 2013     | CHC          | 7     | 0     | 0     | 0     | 0        | 0     | 0     | 0        | 1           | ----  | 39    | 8.1      | 12       | 3           | 4        | 0     | 0        | 4        | 0     | 0        | 5     | 5        | 5.40     | 1.92    |
| 2013     | ATL          | 9     | 1     | 0     | 0     | 0        | 1     | 2     | 0        | 0           | .333  | 57    | 11.2     | 17       | 2           | 5        | 2     | 0        | 8        | 1     | 0        | 8     | 8        | 6.17     | 1.89    |
| '13計    | ATL          | 20    | 1     | 0     | 0     | 0        | 2     | 3     | 0        | 1           | .400  | 127   | 26.2     | 40       | 11          | 10       | 2     | 0        | 15       | 1     | 0        | 21    | 21       | 7.09     | 1.88    |
| MLB：9年 | MLB：9年     | 322   | 48    | 1     | 1     | 0        | 34    | 43    | 4        | 52          | .442  | 2489  | 569.0    | 635      | 63          | 184      | 21    | 15       | 357      | 25    | 0        | 331   | 284      | 4.49     | 1.44    |
| NPB：1年 | NPB：1年     | 5     | 5     | 0     | 0     | 0        | 0     | 4     | 0        | 0           | .000  | 133   | 27.0     | 36       | 2           | 12       | 1     | 2        | 18       | 0     | 1        | 26    | 19       | 6.33     | 1.78    |

- 2013年度シーズン終了時

### 記録
NPB
- 初登板・初先発：2009年4月7日、対東北楽天ゴールデンイーグルス1回戦（クリネックススタジアム宮城）、6回1/3を6失点で敗戦投手
- 初奪三振：同上、1回裏にリック・ショートから空振り三振

### 背番号
- 44 （2004年）
- 43 （2005年 - 2008年）
- 00 （2009年）
- 50 （2010年 - 2012年、2013年途中 - 同年途中）
- 31 （2013年 - 同年途中）
- 40 （2013年途中 - 同年終了）